# Gagea divaricata
Gagea divaricata är en liljeväxtart som beskrevs av Eduard August von Regel. Gagea divaricata ingår i Vårlökssläktet och i familjen liljeväxter. Inga underarter finns listade.